# حسن صحرایی
حسن صحرایی (زاده ۱۳۳۱ ولایت غزنی) سیاستمدار افغانستان و نماینده مردم کوچی در دوره شانزدهم مجلس نمایندگان است. وی در مجلس شانزدهم نمایندگان افغانستان عضو کمیسیون مصونیت، حقوق و امتیازات وکلا می‌باشد.

## زندگی‌نامه
حسن صحرایی زاده ۱۳۳۱ از ولایت غزنی می‌باشد. تحصیلات متوسطه خود را در لیسه/دبیرستان رحمان بابا در کابل به پایان برد و سند لیسانس خود را در رشته تعلیم و تربیت از دانشگاه کابل کسب کرد.

## دیگر فعالیت‌ها
دیگر فعالیت‌های ایشان:
- استاد تربیت معلم در ولایت پکتیا (۱۳۵۵).
- مدیر تربیت معلم ولایت قندوز (۱۳۵۷).
- استاد تربیت معلم روشان (۱۳۵۸).
- افسر وزارت داخله (۱۳۶۰–۱۳۸۱).
- مشاور حقوقی ریاست عمومی کوچی‌ها.